# Route magistrale 12 (Serbie)
Pour les articles homonymes, voir M12 et Route 12.
La route magistrale 12 (en serbe : Државни пут ІВ реда број 12, Državni put IB reda broj 12 ; Магистрала број 12, Magistrala broj 12) est une route nationale de Serbie qui relie entre elles la ville serbe de Subotica passant par Sombor, Odžaci, Bač, Bačka Palanka, Novi Sad, Žabalj, Zrenjanin, Žitište et Nova Crnja jusqu’à la frontière serbo-roumaine.
Cette route nationale traverse seulement la province autonome serbe de Voïvodine.
Cette route nationale fait également partie de la route européenne 662 entre les villes de Subotica et de Sombor.
À ce jour, elle ne comporte aucune section autoroutière (voie rapide en 2 x 2 voies).

## Route Européenne
La Route Magistrale 12 est aussi :
| Numéro | Tracé                                  |
| ------ | -------------------------------------- |
| E662   | Entre les villes de Subotica et Sombor |